# Бестемьянова, Наталья Филимоновна
Ната́лья Филимо́новна Бестемья́нова (6 января 1960, Москва) — советская фигуристка в спортивных танцах на льду. В паре с Андреем Букиным — олимпийская чемпионка 1988 года, 4-кратная чемпионка мира (1985—1988), 5-кратная чемпионка Европы (1983, 1985—1988), трёхкратная чемпионка СССР (1982, 1983, 1987).
Заслуженный мастер спорта СССР (1984).

## Карьера
Фигурным катанием занимается с 5 лет. Первый тренер — Антонина Ивановна Карцева. В 15 лет Наташа попала в группу к Эдуарду Георгиевичу Плинеру, выиграла юниорский чемпионат СССР и Кубок СССР 1976 года в одиночном катании. С 1977 года начала заниматься танцами на льду.
Выступала в паре с Андреем Букиным за Москву. Тренировалась у Татьяны Тарасовой.
C 1988 года работает в Театре ледовых миниатюр под руководством Игоря Бобрина. С 2006 года — генеральный директор Театра.
В 2006—2008 годах была тренером-соведущей телепроекта «Танцы на льду» российского канала РТР
В 2007 году входила в судейскую коллегию телешоу британского телеканала ITV1 «Dancing on Ice» (Танцы на льду).
В 2011—2012 годах входила в судейскую коллегию телешоу «Кубок Профессионалов» общероссийского телевизионного канала Первый канал (Россия).
Выпускница Московского института физкультуры и отделения балетмейстеров фигурного катания ГИТИСа.
Постановки программ для ведущих фигуристов мира:
- В содружестве с Игорем Бобриным: Сара Хьюз (США), Мики Андо (Япония), Татьяна Навка — Роман Костомаров (Россия), Юко Кавагути — Александр Смирнов (Россия), Катарина Гербольдт — Александр Энберт (Россия), Лина Фёдорова — Максим Мирошкин (Россия), Роман Савосин[англ.] (Россия)[источник не указан 168 дней], Андрей Кутовой (Россия)[4], Александра Бойкова — Дмитрий Козловский (Россия)[источник не указан 168 дней], Пётр Гуменник (Россия)[5].
- В содружестве с Андреем Букиным: Софи Моньотт — Паскаль Лаванши (Франция), Федерика Файелла — Массимо Скали (Италия)[источник не указан 168 дней].
- В содружестве с Игорем Бобриным и Андреем Букиным: Александра Степанова — Иван Букин (Россия)[источник не указан 168 дней].

### Личная жизнь
Родители: Ирина Марковна, еврейка, и Филимон Кузьмич, русский. Есть старший брат Пётр. Отец работал в системе профессионально-технического образования, защитил диссертацию. У мамы было слабое здоровье, поэтому она не работала, а занималась воспитанием детей. C 1983 года замужем за чемпионом Европы по фигурному катанию, заслуженным мастером спорта СССР — Игорем Бобриным (ныне заслуженный тренер России, художественный руководитель Театра ледовых миниатюр).

## Спортивные достижения
(с А. Букиным)
| Соревнования                     | 1977-78 | 1978-79 | 1979-80 | 1980-81 | 1981-82 | 1982-83 | 1983-84 | 1984-85 | 1985-86 | 1986-87 | 1987-88 |
| -------------------------------- | ------- | ------- | ------- | ------- | ------- | ------- | ------- | ------- | ------- | ------- | ------- |
| Зимние Олимпиады                 |         |         | 8       |         |         |         | 2       |         |         |         | 1       |
| Чемпионаты мира                  |         | 10      |         | 3       | 2       | 2       | 2       | 1       | 1       | 1       | 1       |
| Чемпионаты Европы                |         |         | 6       | 4       | 2       | 1       | 2       | 1       | 1       | 1       | 1       |
| Чемпионаты СССР                  | 3       | 4       | 2       | 3       | 1       | 1       |         | 2       |         | 1       |         |
| Skate America                    |         |         | 2       |         |         |         |         |         |         |         |         |
| NHK Trophy                       |         |         |         |         |         |         |         |         |         | 1       | 1       |
| Приз газеты «Московские новости» |         | 4       | 2       | 3       | 1       | 1       | 1       | 2       | 1       |         |         |

Кроме того — чемпионка мира среди профессионалов — 1991 и серебряный призёр 1989 года.

## Награды
Обладатель приза Жака Фавара «За выдающийся вклад в мировое фигурное катание» (1993). Награждена орденами Трудового Красного Знамени (1988) и «Знак Почёта» (1984).
В апреле 2019 года Наталья Бестемьянова и Андрей Букин были введены в Зал славы мирового фигурного катания (The World Figure Skating Hall of Fame).

## Книги
- Бестемьянова Н., Бобрин И., Букин А. Пара, в которой трое. — М.: Вагриус, 2001. — ISBN 5-264-00650-4.
- Бестемьянова Н., Бобрин И., Букин А. Танго нашей жизни: Пара, в которой трое. — М.: Время, 2018 — ISBN 978-5-9691-1.